# Safia Zaghloul
Safia Zaghloul (àrab: صفية زغلول, Ṣafiyya Zaḡlūl), de naixement Safia Moustafa Fahmi (àrab: صفية مصطفى فهمي, Ṣafiyya Muṣṭafà Fahmī) (el Caire, 1876 - ?, 12 de gener de 1946) fou una activista feminista i política egípcia. Anomenada la «mare dels egipcis», fou una dels principals líders del partit Wafd.

## Trajectòria
Va nàixer com Safia Moustafa Fahmi en una família aristocràtica d'origen turc, al 1876. Son pare, Moustapha Fahmi Pasha fou primer ministre d'Egipte, un dels primers d'Egipte des que s'hi establí el sistema parlamentari a la primeria del s. XX. Safia Moustafa Fahmi canvià el nom de soltera pel de casada, Safia Zaghloul, quan es casà amb Saad Zaghloul, líder del Wafd, un dels partits més antics d'Egipte, que dirigí la revolució de 1919 contra l'ocupació britànica a Egipte.
Ella participà en les protestes femenines de 1919, a favor de la independència i en contra de l'Imperi britànic. Tingué un paper destacat en la vida política egípcia en portar la bandera de la revolució després que el seu marit fos exiliat a l'illa de Seychelles. També contribuí eficaçment a l'alliberament de les dones egípcies.
Al 1924, el seu espòs, Saad Zaghlul fou elegit primer ministre d'Egipte. Ella continuà la seua lluita política durant 20 anys després de la mort del marit, durant la qual el primer ministre egipci Ismail Sedqy Pasha li advertí que abandonara la seua activitat. No tingué fills, però li deien «la mare dels egipcis».
Després del desterrament del seu marit, ella feu una declaració que va llegir la seua secretària en una manifestació massiva al voltant de la seua casa.
Va morir al 1946 sent reconeguda pel seu paper en la revolució i la seua lluita pels drets de les dones a Egipte.

## Reconeixements
Un carrer del Caire porta el seu nom.